# Barkat Ali
Barkat Ali (ur. 1 czerwca 1935) – pakistański bokser.
Uczestniczył w Letnich Igrzyskach Olimpijskich, w 1964 roku, odpadł w pierwszej rundzie w wadze półciężkiej po przegranej walce z Robertem Christophersonem. 